# Riażsk
Riażsk – miasto w Rosji, w obwodzie riazańskim. W 2010 roku liczyło 21 674 mieszkańców.